# Barcelona (альбом)
Barcelona (с англ. — «Барселона») — второй студийный альбом Фредди Меркьюри, выпущенный 10 октября 1988 года. Записан при участии оперной певицы Монсеррат Кабалье.

## Об альбоме
Barcelona — второй и последний прижизненный сольный альбом Меркьюри. Диск записан в 1987—1988 гг. на студии Mountain Studios. Идея Меркьюри с привлечением симфонического оркестра не была реализована по причине отсутствия времени, и в итоге альбом частично был аранжирован синтезаторами и драм-машиной. Песня «Barcelona», давшая название альбому, стала гимном города проведения Летней Олимпиады 1992 года в Испании.
Группа Europe работала над своим альбомом в Olympic Studios. Вспоминает Джоуи Темпест:
«Наш продюсер Рон Невисон сначала предложил нам другую студию. Когда он прилетел, мы сразу же отправились в эту студию, в которой раньше записывал свои хиты Фил Коллинз. Наверное, поэтому мы и согласились записывать наш альбом там. Мы с увлечением начали репетировать, создавая вокруг себя много шума. Процесс так увлёк нас, чтобы мы даже забыли закрыть дверь в студию. В какой-то момент мы услышали чьи-то быстрые шаги и незнакомый голос. На пороге стоял сам Фредди Меркьюри, который, оказывается, находился в соседней комнате. «Ребята, можно потише, мы тут оперу пишем!» - начал знакомство он. Это был как раз тот период, когда Меркьюри записывал «Барселону» с Монсеррат Кабалье. Помню, мы были настолько поражены неожиданной встречей, что просто кивнули в ответ, не находя нужных слов для продолжения разговора. И в этот день мы так и не решились писать альбом, работу над которым отложили до завтра».
3 сентября 2012 года вышло специальное издание этого альбома, воплотившее изначальную идею Меркьюри — запись полноценного оркестра; в записи также поучаствовали именитые музыканты. Издание содержит новую обложку.

## Список композиций
| №                   | Название            | Текст песни              | Музыка                   | Длительность |
| ------------------- | ------------------- | ------------------------ | ------------------------ | ------------ |
| 1.                  | «Barcelona»         | Меркьюри, Моран          | Меркьюри, Моран          | 5:37         |
| 2.                  | «La Japonaise»      | Меркьюри, Моран          | Меркьюри, Моран          | 4:49         |
| 3.                  | «The Fallen Priest» | Меркьюри, Моран, Райс    | Меркьюри, Моран, Райс    | 5:46         |
| 4.                  | «Ensueño»           | Меркьюри, Моран, Кабалье | Меркьюри, Моран, Кабалье | 4:27         |
| 5.                  | «The Golden Boy»    | Меркьюри, Моран, Райс    | Меркьюри, Моран, Райс    | 6:04         |
| 6.                  | «Guide Me Home»     | Меркьюри, Моран          | Меркьюри, Моран          | 2:49         |
| 7.                  | «How Can I Go On»   | Меркьюри, Моран          | Меркьюри, Моран          | 3:51         |
| 8.                  | «Overture Piccante» | Меркьюри, Моран          | Меркьюри, Моран          | 6:40         |
| Общая длительность: | Общая длительность: | Общая длительность:      | Общая длительность:      | 39:56        |

## Специальное издание (2012)
| №                   | Название                 | Текст песни                                     | Музыка                                          | Длительность |
| ------------------- | ------------------------ | ----------------------------------------------- | ----------------------------------------------- | ------------ |
| 1.                  | «Barcelona»              | Фредди Меркьюри и Майк Моран                    | Фредди Меркьюри и Майк Моран                    | 5:43         |
| 2.                  | «La Japonaise»           | Фредди Меркьюри и Майк Моран                    | Фредди Меркьюри и Майк Моран                    | 4:52         |
| 3.                  | «The Fallen Priest»      | Фредди Меркьюри, Майк Моран и Тим Райс          | Фредди Меркьюри, Майк Моран и Тим Райс          | 5:46         |
| 4.                  | «Ensueño»                | Фредди Меркьюри, Майк Моран и Монсеррат Кабалье | Фредди Меркьюри, Майк Моран и Монсеррат Кабалье | 4:22         |
| 5.                  | «The Golden Boy»         | Фредди Меркьюри, Майк Моран и Тим Райс          | Фредди Меркьюри, Майк Моран и Тим Райс          | 6:04         |
| 6.                  | «Guide Me Home»          | Фредди Меркьюри и Майк Моран                    | Фредди Меркьюри и Майк Моран                    | 2:50         |
| 7.                  | «How Can I Go On»        | Фредди Меркьюри и Майк Моран                    | Фредди Меркьюри и Майк Моран                    | 3:49         |
| 8.                  | «Exercises In Free Love» | Фредди Меркьюри, Майк Моран и Монсеррат Кабалье | Фредди Меркьюри, Майк Моран и Монсеррат Кабалье | 3:57         |
| 9.                  | «Overture Piccante»      | Фредди Меркьюри и Майк Моран                    | Фредди Меркьюри и Майк Моран                    | 6:47         |
| 10.                 | «How Can I Go On»        | Фредди Меркьюри и Майк Моран                    | Фредди Меркьюри и Майк Моран                    | 3:56         |
| Общая длительность: | Общая длительность:      | Общая длительность:                             | Общая длительность:                             | 45:26        |

## Даты выпуска некоторых синглов
- «Barcelona» (26 октября 1987 года)
- «The Golden Boy» (24 октября 1988 года)
- «How Сan I Go On» (23 января 1989 года)

## Песни
- «Barcelona» — песня, ставшая гимном летних Олимпийских игр 1992 года. Написана и спродюсирована Фредди Меркьюри и Майком Мораном.
- Песня «Ensueño» очень похожа на песню «Exercises In Free Love».
- «Guide Me Home» (настоящее название — «Freddie's Overture») — одна из последних песен, написана в начале 1988 года.
- Песня «La Japonaise» была записана 9 ноября 1987 года.
- Начало «The Fallen Priest» — точная копия коды 2-го концерта Сергея Рахманинова.

## Участники записи
- Фредди Меркьюри — вокал, аранжировка, продюсер
- Монсеррат Кабалье — вокал
- Джон Дикон — бас-гитара («How Can I Go On»)
- Барри Касл — горн («Barcelona»)
- Карл Вудс — бэк-вокал («The Golden Boy»)
- Мириам Стокли — бэк-вокал («The Golden Boy»)
- Питер Стракер — бэк-вокал («The Golden Boy»)
- Хоми Kанга — скрипка («Barcelona»)
- Лаури Левис — скрипка («Barcelona»)

## Чарты

### Альбом
- Австрия — 24 место (1992)
- Германия — 41 место (1992)
- Япония — 93 место (1992)
- США — 6 место (1992)
- Швеция — 37 место (1992)
- Новая Зеландия — 13 место (1992)
- Нидерланды — 9 место (1992)
- Великобритания — 25 место (1988), 15 место (1992), удостоверение — серебро
- Швейцария — 18 место (1992), удостоверение — платина

### Синглы
- «How Can I Go On» — Великобритания, 95 место (1989)
- «The Golden Boy» — Великобритания, 80 место (1988)
- «Barcelona» — Австралия, 42 место (1992)
- Великобритания — 8 место (1987), 2 место (1992)
- Швеция — 15 место (1987), 12 место (1992)
- Нидерланды — 34 место (1987), 2 место (1992)
- Швейцария — 8 место (1992)